# Fosforibozilaminoimidazolsukcinokarboksamid
{{Chembox-lat
| Verifiedfields = 
| verifiedrevid = 464385050
| ImageFile = SAICAR.png
|  ImageFile_Ref = 
|  ImageSize = 244
|  ImageName = Stereo structural formula of SAICAR ((2S)-2-formamido, (2R,3R,4S5R)-3,4-dihydroxy-5-oxolan-2-yl)
| IUPACName = SAICAR
| SystematicName = 2-[(5-Amino-11H-imidazol-4-il)formamido]butandionska kiselina
| OtherNames = 2-[(5-Amino-1-{3,4-dihidroksi-5-[(fosfonooksi)metil]oksolan-2-il}imidazol-4-il)formamido]butanedionska kiselina
| Section1 = !Identifikacija
|-

| 

| 
- 3031-95-6 (2S)-2-formamido, (2)-3,4-dihidroksi-5-oksolan-2-ill

|-
| 

| 
- interaktivna slika

|-
| 
| B04963
|-

| 
| 
- CHEBI:18319

|-
| 
| 
- 956
- 389419 (2)-3,4-dihidroksi-5-oksolan-2-il
- 141175 (2)-2-formamido, (2)-3,4-dihidroksi-5-oksolan-2-il
- 5290480 (2)-2-formamido, (2)-3,4-dihidroksi-5-oksolan-2-il

|-

| KEGG
| 
- C04823

|-
| MeSH
| SAICAR
|-
| 

| 
- 981
- 440498 (2)-3,4-dihidroksi-5-oksolan-2-il
- 160666 (2)-2-formamido, (2)-3,4-dihidroksi-5-oksolan-2-il
- 6914598 (2)-2-formamido, (2)-3,4-dihidroksi-5-oksolan-2-il

|-
| 
|-
| 
|-
| Section2 = !Svojstva
|-
| 
| 
|-
| Molarna masa
|   
|-
}}
Fosforibozilaminoimidazolsukcinokarboksamid (SAICAR) je intermedijer pri formiranju purina. Konverzija molekula ATP, L-aspartat, i 5-aminoimidazol-4-karboksiribonukleotid (CAIR) u 5-aminoimidazol-4-(N-sukcinilkarboksamid) ribonukleotid, ADP, i fosfat posredstvom enzima fosforibozilaminoimidazolsukcinokarboksamid sintaza (SAICAR sintetaza) predstavlja osmi korak u de novo biosintezi purinskih nukleotida.

## Literatura
- David L. Nelson; Michael M. Cox (2005). Principles of Biochemistry (IV изд.). New York: W. H. Freeman. ISBN 0-7167-4339-6.
- Donald Voet; Judith G. Voet (2005). Biochemistry (3 изд.). Wiley. ISBN 9780471193500.